# Carmen García Bellver
Carmen García Bellver (Almería, 3 de enero de 1915 - Alicante, 5 de enero de 1994) fue una escritora y poeta española de la segunda mitad del siglo XX que desarrolló una obra personal marcada por la narración corta, la prosa y el verso.

## Biografía

### Infancia y juventud
Nació el 3 de enero de 1915 en Almería, en el seno de una familia de posición económica desahogada. Su abuelo fue Miguel García Blanes que fue Doctor en Derecho y Decano del Colegio de Abogados de Almería. Su padre fue el teniente alcalde, secretario de la Diputación y abogado Miguel García Langle y se casó con Antonia Bellver Vivas. Fruto del matrimonio tuvieron 6 hijas. Carmen fue la primogénita y recibió una educación poco habitual para ser mujer. Tras realizar estudios primarios en el Colegio Compañía de María, prosiguió su formación en el Bachillerato Superior, para finalmente terminar la carrera de Comercio.

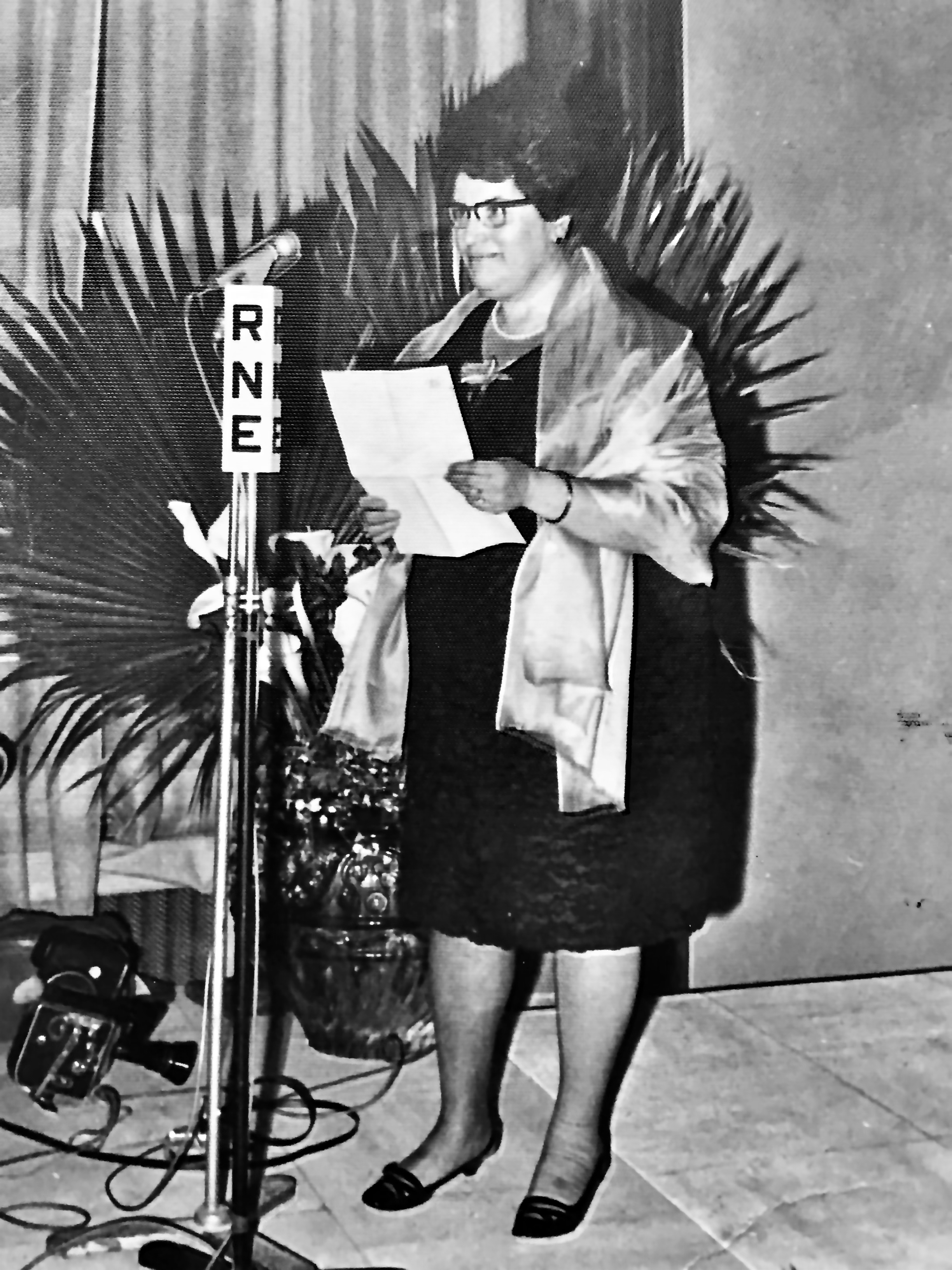
Carmen leyendo su poema en los "Juegos Florales de Elche", 1968

### Guerra civil española
En 1936 comenzó a trabajar en el Organismo de Reforma Agraria donde obtuvo plaza por oposición. Cuando estalló la Guerra civil española, fue apartada temporalmente del puesto para cumplir con el Servicio Social femenino, obligatorio en aquella época, en el Hospital Militar de Almería. Terminada la contienda bélica prosiguió con su actividad laboral en su puesto hasta 1940.

### Posguerra
Con 22 años se casó con Carlos Pomares Bernabeu, oriundo de Gandía, y se trasladó a esta ciudad donde su marido comienza a trabajar en el Grupo de Puertos del Estado. En este periodo conocen a Miguel Signes y abren en sociedad un colegio de enseñanza primaria y secundaria, encargándose ella de la asignatura de Comercio. En 1943 tuvo a su primera hija, María del Carmen, y en 1946 estableció su residencia definitiva en la ciudad de Alicante. Es en esta ciudad donde permanecerá el resto de su vida y donde se sentirá totalmente identificada, a pesar de no olvidar nunca sus raíces. Aquí germinará y alcanzará la madurez como escritora, encontrando los estímulos necesarios para desarrollar su creatividad. De este modo, queda su ciclo vital unido a esta tierra que culmina con el nacimiento de su segundo hijo Carlos. 

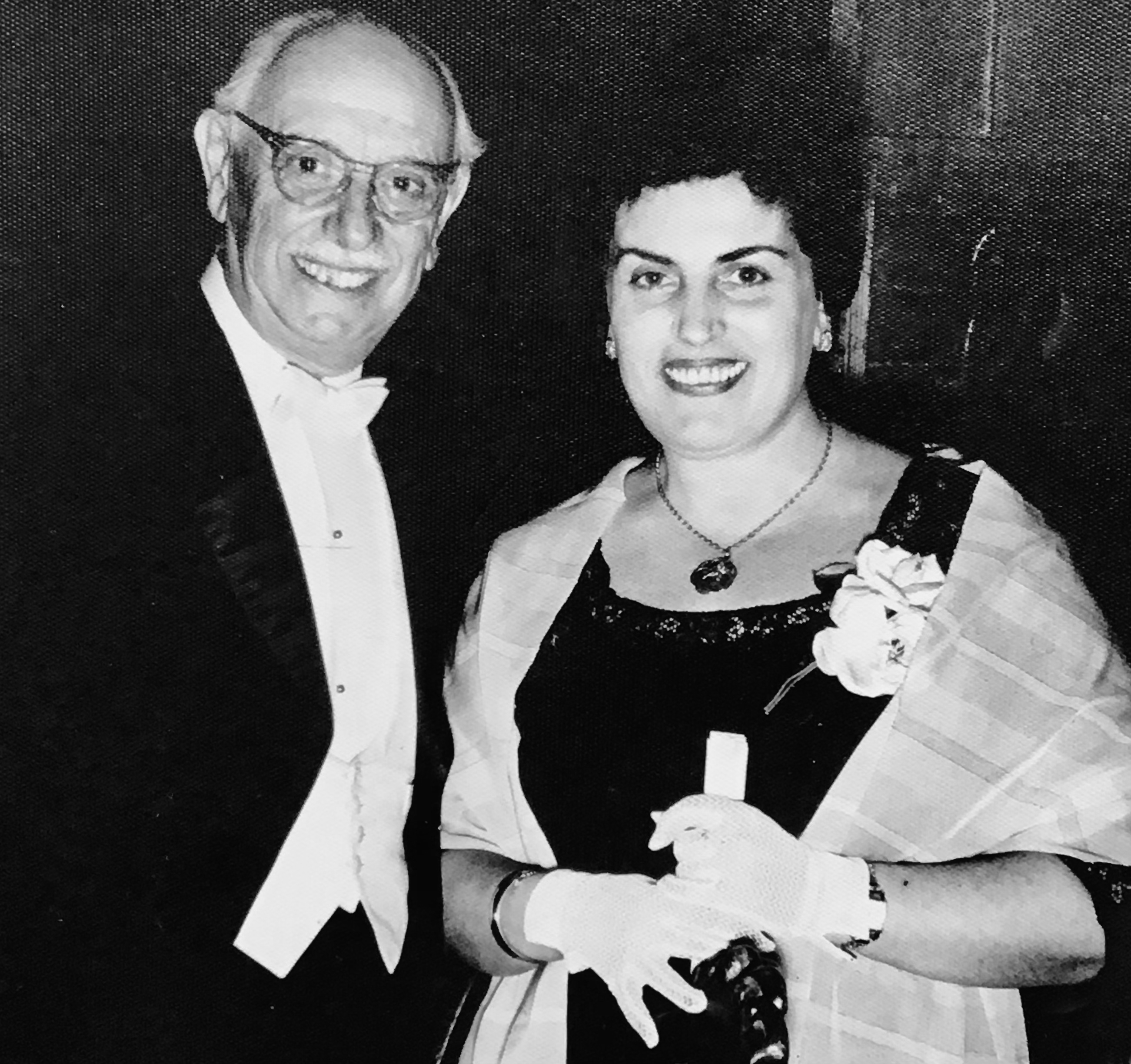
La autora con José María Pemán (presidente de la Real Academia Española.

### Trayectoria literaria
Carmen García comienza a escribir y a participar en certámenes y concursos. Junto a su marido, acude a las tertulias que se llevaban a cabo en el Recreativo Catalán, situado en los bajos de la Casa Carbonell, y allí entra en contacto con un nutrido grupo de intelectuales de la sociedad alicantina del momento como: José Manuel Martínez Aguirre, Rafael Azuar, Ernesto Contreras Taboada, Fernando Gallar Montes, Gaspar Peral Baeza, Vicente Ramos Pérez, entre muchos otros.
En 1952 se realiza la apertura de la Biblioteca de Gabriel Miro en Alicante y 3 años después la Caja de Ahorros del Sureste constituye el Aula Cultural Gabriel Miró, este hecho es una pieza clave para la transformación cultural de esta ciudad, brindando la oportunidad de establecer contacto con otros escritores tanto de la provincia, como del resto del país. En esta institución Carmen participó activamente en charlas, certámenes, conferencias y exposiciones poéticas. En sus inicios fue la única mujer, pero gracias a su gran dinamismo e implicación, llegó incluso a desempeñar el puesto de Presidenta de la Sección Literaria. En esos años figuras como Camilo José Cela o Carmen Conde, o Eusebio Sempere, entre otros, visitaron y compartieron experiencias culturales en la sede, siendo una etapa muy fructífera para la ciudad de Alicante.

Cuando uno está triste se siente cansado y dolorido, como si anduviera con el alma descalza sobre una pesadilla de espinas, y los lugares, las compañías son indiferentes.
La sangre inútil

### Análisis de su obra
En su intensa actividad literaria Carmen enlaza los géneros poético, narrativo y ensayo. Sus novelas muestran diferentes tramas pero siempre están definidas por un estilo directo y vivo. En todas ellas, la autora mantiene su visión realista y psicológica que nos hacen navegar al interior de sus personajes que se presentan con una intensa vida interior. Sufren, aman y se cuestionan los aconteceres de la vida. En novelas como Venta Zarrago o La sangre inútil, el protagonista es un hombre joven de alta posición y economía holgada, que ha sufrido un desengaño amoroso y se revela antes las imposiciones sociales. En este desfallecer huye, enfrentándose a su dolor y soledad, mientras realiza una crítica sutil a las obligaciones morales y sociales de la época. Es interesante como ahonda en estos personajes masculinos que se desnudan, mostrando su parte más emocional y sensible. Las tramas suelen ser de ágil hilado, por la que el lector fluye con ligereza. Impregnada de una acción suave que nos mantiene alerta durante toda la narración.
Carmen mantuvo una dinámica actividad cultural que la llevó a participar en certámenes y concursos, obteniendo más de 60 menciones y premios a lo largo de su trayectoria profesional; siendo incluso semifinalista en los “Premios Planeta” en 1968. La autora era una apasionada del Mar Mediterráneo, formó parte del grupo llamado "Los poetas del mar". y su obra quedará impregnada con este sello. Como muestras su poemario Evidencias de mar o su novela Antes de amanecer, donde la luz y la atmósfera levantina se respira en cada una de sus hojas y la ilustraciones están realizadas por su hijo.
También realizó narraciones infantiles con gran maestría, en un momento en que España carecía de las mismas, publicando varios títulos en las editorial valenciana Aitana y Editorial Mateu de Barcelona, en esta última ganó el premio "Editorial Mateu".
A lo largo del tiempo que permaneció en activo, realizó colaboraciones en periódicos y revista nacionales. Destacando sus secciones fijas sobre temas de actualidad, personajes literarios femeninos y biografías breves, como en el periódico ABC. 
Falleció en Alicante a los 79 años, el día 5 de enero de 1994.

## Obra

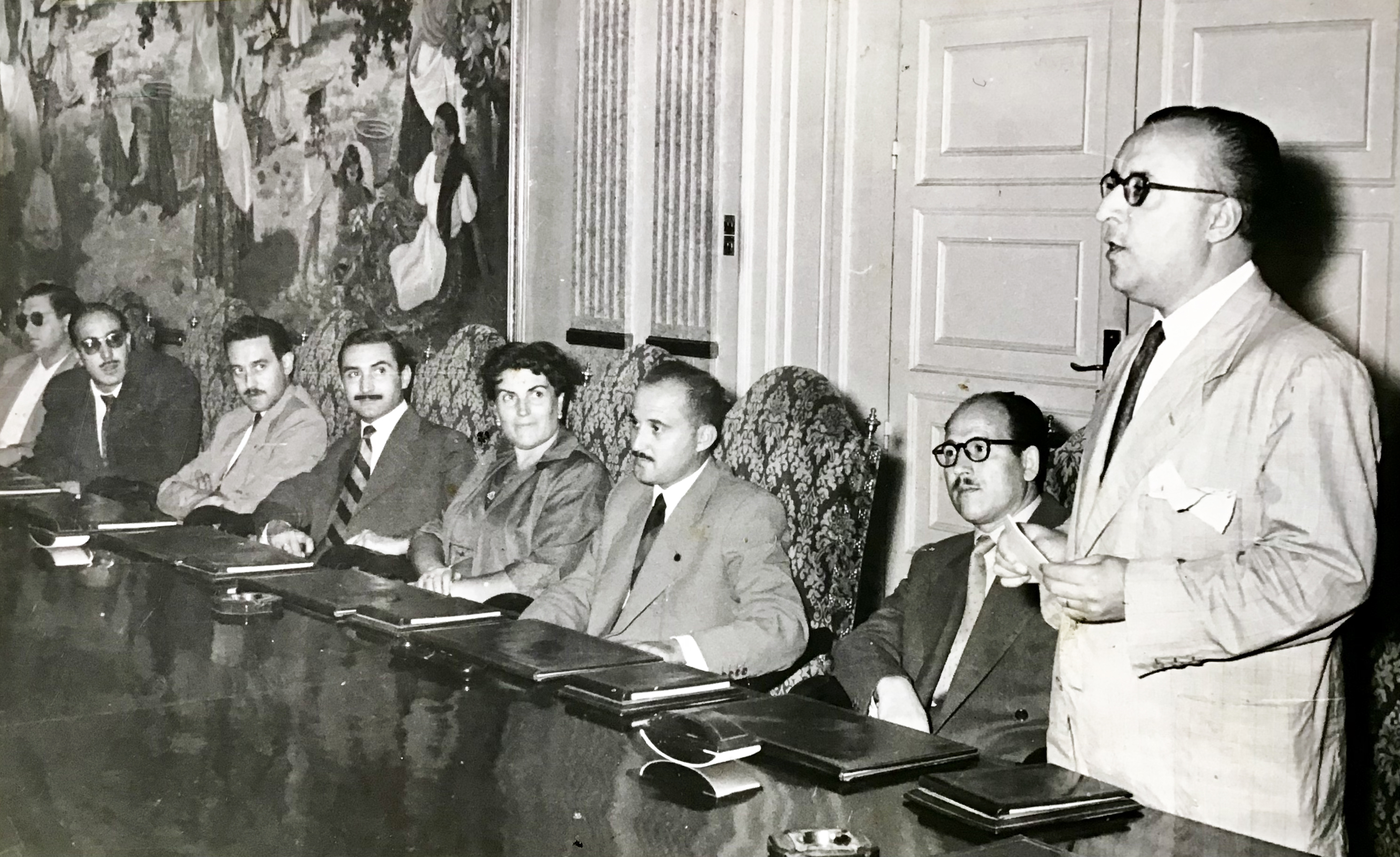
Constitución del Aula Gabriel Miró. Alicante. 8 de octubre de 1955

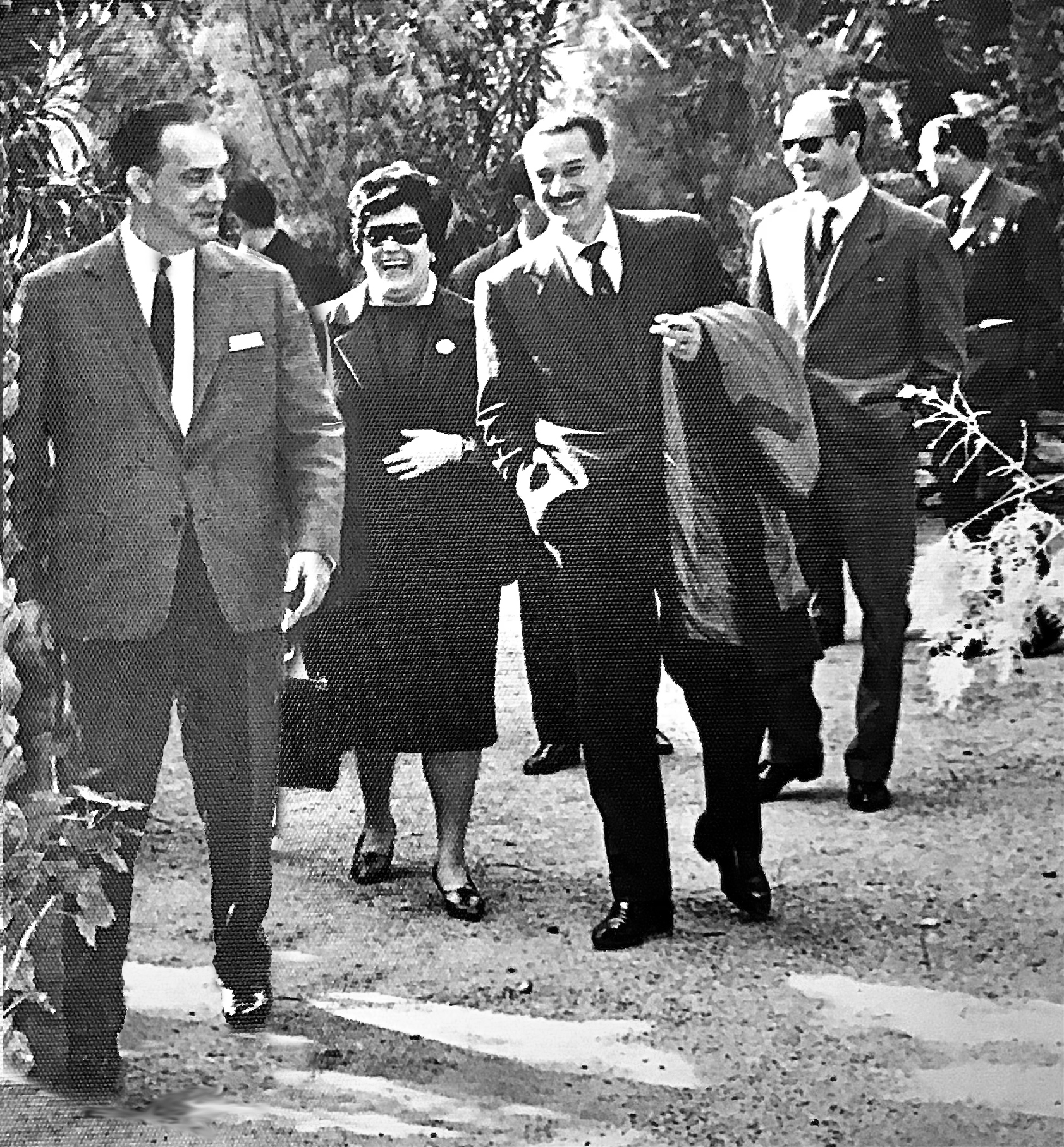
La escritora junto a su marido y Camilo José Cela visitando el Hort del xocolater. 1969

### Ensayo
- 1951, Contra el ambiente. Madrid.
- 1954, Huyendo del pasado.
- 1955, Nosotros también.(relato corto).
- 1955, Si no tiene usted miedo. Madrid
- 1957, Como el humo.
- 1958, Espalda contra espalda (novela corta).
- 1962, Vertientes psicológicas de los personajes de Valera. Premio de ensayo “Juan Valera”. Patrocinado por la “Real Academia de Córdoba”.
- 1964, Valera, a lo ancho de su novelística.[13]
- 1965, Seres aparte.
- 1966, La sangre inútil. Caja de Ahorros del Sureste. Alicante. NºR: 3188-66/DP:A-237-1965.[14]
- 1969, El hombre callado. Madrid. 1969.[15]
- 1973, Antes de amanecer. Editorial: Caja de Ahorros Provincial de Alicante y Valencia (Alicante); ISBN: 978-84-500-5849-9.
- 1974, Los pequeños puntales.
- 1990, Venta Zarrago.ISBN: 192 / 978-84-404-7559-6

### Poesía

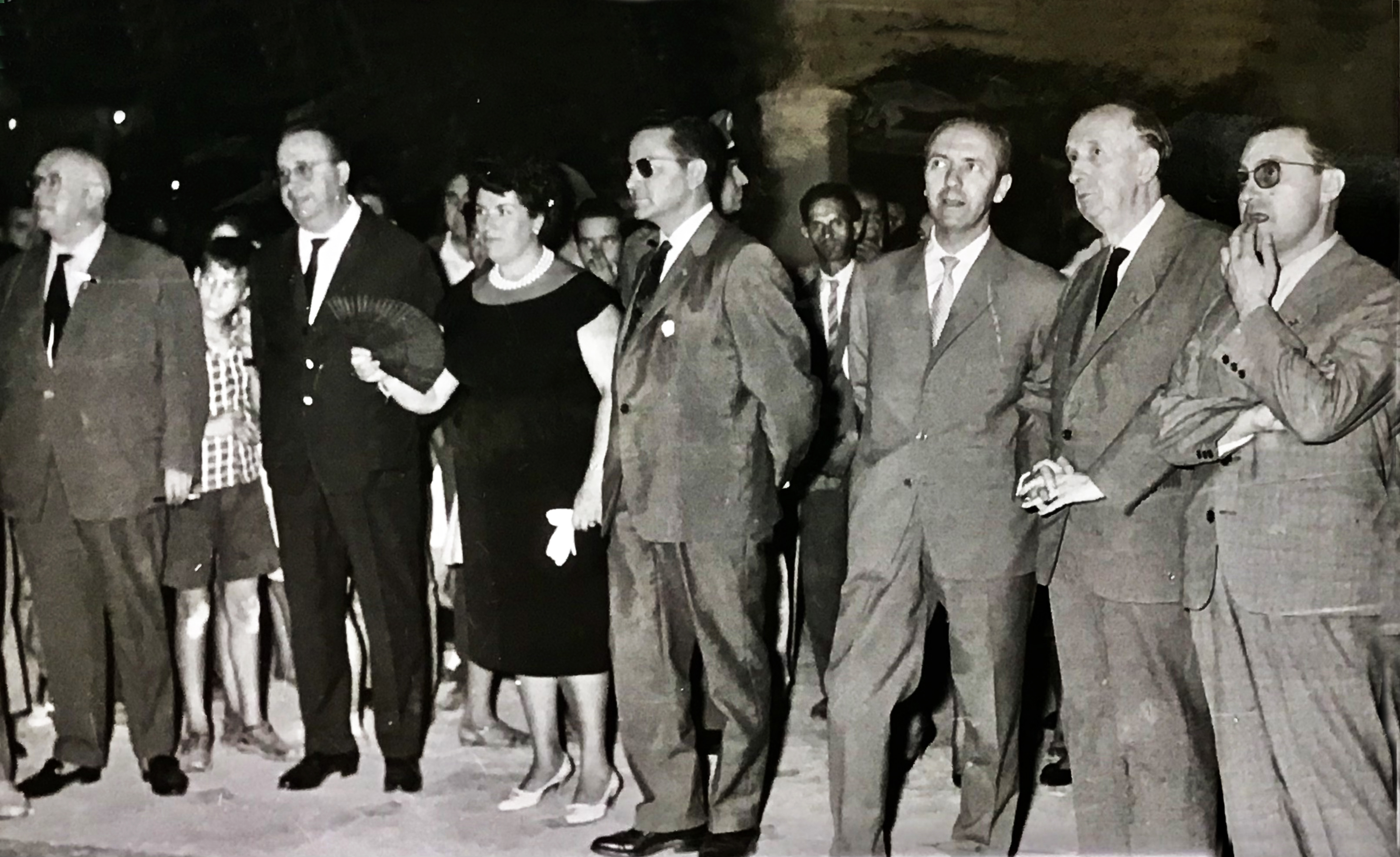
Acto literario con intelectuales alicantinos y Eusebio Sempere

- 1964, El silencio acosado. Alcoy. ISBN 1231068.[16]
- 1968, Dimensión de la patria. Premio Englautina. IV Juegos Florales de Ntra. Sra. Del Port. Barcelona.[17]
- 1973, Romance de cielo y agua. ISBN 10: 8450061679.[18]
- 1973, Antes del amanecer. Ilustración: J. Perezgil. Caja de Ahorros Provincial de Alicante.ISBN: 978-84-500-5849-9.[19]
- 1974, Generación sin presente. Alicante. ISBN: 978-84-400-7235-1
- 1982, Paisaje y existencia.
- 1985, A la orilla del hombre, Colección Torremozas. ISBN: 978-84-86072-21-6.[20]
- 1987, Evidencias de mar. Caja de Ahorros Provincial. Alicante.[21]
- 1987, El cielo y el mar. Carmen García Bellver y Emilio Carrión Fos.[22]

### Literatura infantil
- 1950, Los pajes del Gran Capitán. Valencia. Aitana.[23]
- 1956, Coliche entre los gitanos. Colección aventuras de Coliche.[24]
- 1958, El Sapo Maltratado. Vinilo.[25] (Audio).
- 1959, Princesas modernas.[26] Con ilustraciones de Serny. Ed: Aitana. Valencia.
- 1961, La cortina (cuento de Navidad).
- 1966, Coliche turista.[27]
- 1969, Un hombre callado.[28]

### Artículos
- El despertador, Cuento breve_ ABC MADRID.[12]
- 5 poetas alicantinos, 5 poemas navideños, INFORMACIÓN Alicante.Navidad 1957

## Premios y reconocimientos
- 1954, Premio de novela larga “Ateneo de Valladolid con la novela "Huyendo del pasado".[29]
- 1955, Premio “Biblioteca Gabriel Miró de Alicante (2º premio) con el relato corto: "Nosotros también".
- 1955, Premio "Milenario de la Alcazaba", en los Juegos florales de Almería con el poema: Canto de Almería".
- 1955, Premio “Juegos florales de Guardamar" al poema: "Canto al río Segura".
- 1957, Premio “Ciudad de Sevilla (semifinalista), con la novela "Como el humo".[30]
- 1958, Asociación Prensa murciana” obtención de 2 premios por los poemas: "Sentido de abril" y "Kasida de Zobeida y las rosas".
- 1958, Premio "Biblioteca Gabriel Miró (Tercer premio) con la novela corta: "Espalda contra espalda"
- 1961, Premio “Cuentos de Navidad del Club San Fernando (Alicante), por la obra: "La cortina"
- 1962, Premio Ensayo "Juan Valera. Patrocinado por la “Real Academia de Córdoba” (Ayuntamiento de Cabra) por la obra: "Vertientes psicológicas de los personajes de Valera".[31][32]
- 1962, Premio Planeta (Semifinalista) con la novela: "La sangre inútil".[33]
- 1962, Certamen Literario-Musical (Accésit). Convocado por la "Real y Pontificia Academia Bibliográfica Mariana". Lérida.[34]
- 1963, Premio "Miguel Parera" con el poema: "Latido esencial de la historia". en Alcoy.
- 1963, Fiesta de "Exaltación del azahar" premio al poema: "Teoría del azahar" en el Casino de Orihuela.
- 1964, Premio de Ensayo "Juan Valera”. Patrocinado por la “Real Academia de Córdoba” por la obra: "Valera a lo ancho de su novelística".[13]
- 1964, Premio "Juegos Florales de la Hispanidad" Puerto de santa Mª. Cádiz. Premio al poema: "Necesaria palabra", con el mantenedor Almirante de la armada y poeta D. Eduardo Gener Cuadrado.
- 1964, Premio "Ateneo de Andújar" al poema: "En vertical de servicio"
- 1965, Premio "Ateneo de Andújar", 5º premio por su poema dedicado a la guardia civil.[35]
- 1965, Premio “María Molina” (Finalista) por la novela: "Seres aparte".
- 1965, "Juegos florales de Alcoy" premios: "Flor natural" y "Saeta de oro" por el poema: "Canto en dimensión plural".
- 1966, Premio “Miguel Parera Corts” del Ayuntamiento de Alcoy, con "El silencio acosado".[36]
- 1968, "Premio Englautina". IV Juegos Florales de Ntra. Sra. Del Port. Barcelona.[37] con la poesía: "Dimensión de la patria".
- 1968, "Juegos florales de Elche" premio al poema:"Elche en dimensión de vida".
- 1969, Premio Hucha de Plata, Confederación Nacional de las Cajas de Ahorros. Por el cuento: "Un hombre callado".[38]
- 1971, Premio de la “III Semana Naval en el mar de Alborán" con "Romance de cielo y agua". Almería.[39]
- 1974, Premio "Villa de Teulada" con "Los pequeños puntales".
- 1981, "Juegos florales de Elche" premio al poema:"Cultivador de Paz".
- 1982, Premio “Ciudad de Cartagena” (Flor Natural Carmesí), con el poema: “Paisaje y existencia”.[40]
- 1983, I Certamen Nacional del poesía “Príncipe de Asturias”, tercer premio al poema: “Salve labradora”. Úbeda. Jaén.[41]